# 関ジャニ∞の あとはご自由に
『関ジャニ∞の あとはご自由に』（かんジャニエイトの あとはごじゆうに）および『SUPER EIGHTの あとはご自由に』（スーパーエイトの あとはごじゆうに）は、フジテレビ系列で2022年5月10日（9日深夜）から2024年3月26日（25日深夜）まで放送されていたバラエティ番組。SUPER EIGHTの冠番組である。
2024年2月4日に関ジャニ∞が「SUPER EIGHT」にグループ名を変更したことに伴い、番組名も現タイトルに変更された。

## 概要
本番組は、「アラフォーになってからの関ジャニ∞（後のSUPER EIGHT）にハマり始める視聴者が続出することを目指す」をコンセプトに、メンバーの演技力を駆使した企画や、フィクションのはずがリアリティ丸出しのドキュメント企画、撮れ高を逆算しながら自分たちで作るロケ企画など、関ジャニ∞メンバーが多彩な企画にチャレンジし、ゲストやメンバーが訪れるスポットとの間に生まれる様々な化学反応を届ける、"異質な"バラエティ番組である。
2015年5月から2022年3月まで約7年間に渡って放送されていた同局系列の関ジャニ∞の冠番組『関ジャニ∞クロニクル』シリーズの後継番組で、同番組開始当初に総合演出を担当していた福山晋司（フジテレビ編成部）が、本番組では企画プロデュースを担当している。
福山は、「ルールが一つだけの、シンプルかつ強度のある企画を編み出し、メンバーを"あとはご自由に～"と収録本番へ送り出す。これさえできれば、必ず唯一無二の番組になると確信しています」と企画の狙いについてコメントした。また、「『あとはご自由に』ということで、この番組では"自由"="ボーダレス"をコンセプトにしています。境界や壁（ボーダー）を壊して超えていく」と番組コンセプトについてもコメントした。
本番組では、「視聴者と番組との境界をも取り除くべく施策」として本番組のタイトルロゴのデザインを募集すると言う企画を実施。これに対して福山は、「毎週のオンエアや配信の中で、頂いたタイトルロゴを実際のロゴとしてババンと使用させていただきます。魅力的なロゴをたくさん頂ければ、毎回ロゴが変わるかもしれません。そこもかなり自由なスタイルです（笑）」とコメントした。
本番組の公式Twitterは、前述の『関ジャニ∞クロニクル』シリーズのアカウントを引き継いでいる。
関東ローカルの番組ではあるが、ビデオ・オン・デマンドサービス『FOD』や民放公式テレビポータル『TVer』にて、無料見逃し配信を実施している。
2022年5月6日より、フジテレビの公式YouTubeチャンネル内にて、本番組のオリジナル動画コンテンツを配信。

2023年4月4日（3日深夜）0時25分 - 1時25分（JST）、『関ジャニ∞の あとはご自由に 豪華俳優陣がご自由にやりますアドリブ名場面SP』と題した、番組初の1時間SPが放送された。
2024年1月2日（1日深夜）2時16分 - 4時56分（JST）、『あとはご自由に 新春もご自由にSP』のタイトルおよび「Mナイト」枠で、総集編ではあるが番組初の特別番組が放送された。
2024年2月4日、関ジャニ∞が「SUPER EIGHT」にグループ名を変更したことに伴い、番組名が『SUPER EIGHTの あとはご自由に』に変更された。

同年3月26日の放送をもって番組が終了し、2022年5月に開始した『関ジャニ∞の あとはご自由に』から約2年の歴史に幕を下ろした。なお、最終回は「SUPER EIGHTの あとはご自由に 最終回15分拡大SP」と題した45分の拡大SPが放送された。しかし、最終回の放送にて、配信やイベントなどの地上波の枠に囚われない形で番組が継続する可能性が示唆された。

## 出演者
- SUPER EIGHT[注 1]（横山裕・村上信五・丸山隆平・安田章大・大倉忠義）

## コーナー

### あとはご自由に
- アドリブドラマ企画[5][6]。
- ゲスト俳優が"今まで自分が演じたかったが演じるチャンスがなかった役柄"を、主演として演じ、関ジャニ∞が"日本一豪華なバイプレーヤー"となって主演のゲスト俳優とアドリブドラマを作り上げる企画[5][6]。
- 出演ゲストは、主演だけでなく脚本や監督も務め、演じてみたい役柄やドラマの設定、関ジャニ∞のキャスティングまで全てを考案[5][6]。本番直前に、メンバーがゲストからキャスティング指名を受け、アドリブ力や懐の深さを生かし、与えられた役になりきり、主演のゲストを引き立ててる[5][6]。
- 1週目が実際にアドリブドラマを行い[19]、2週目がドラマを行ったゲストの心境を関ジャニ∞が聴き出すトークショー[20]という構成になっている。
- 企画のドラマが全てアドリブであるため、「脚本助手」としてゲスト俳優が指名した演出家や脚本家などと共に、「BREAK TIME」（ブレイクタイム）と題した、ドラマのその後のストーリーを練り直し、軌道修正や新展開の提案などを行う時間も設けられている[21]。これは、「ゲストの当初の想定した展開と大きく外れていないのか、楽しんでいるのかを確認するシステムを途中で入れたい」というメンバーからの提案がもとになっている[21]。
- ドラマパートに参加しないメンバーは、モニタリングルームにて、ドラマのモニタリングを同時に実施している。
- 2022年8月2日放送分（#13）では、「特別編」として、企画史上初めてゲストが出演せず、関ジャニ∞5人だけでドラマを制作[22][23][24]。脚本・監督を丸山が担当[注 5]し、横山・村上・安田・大倉[注 6]がそのドラマの俳優を担当[23][24]。また、通常のドラマとトーク（コメンタリー）の2週に跨ぐ方式では無く、今回はドラマ編のみだった。
- 2022年9月20日放送分（#20）では、企画史上初の「総集編」を放送[25]。本番組のファンを公言する友近をゲストに迎え、「才能」「表情」「名シーン」の3つの視点から過去の同コーナーの放送を振り返るものとなっている[25]。更に、友近が番組に出演した際に演じたい設定案も発表した事で、急遽アドリブドラマを実施[25]。
- 2023年4月4日放送分（#44）では、『関ジャニ∞の あとはご自由に 豪華俳優陣がご自由にやりますアドリブ名場面SP』と題した、番組初の1時間SPを放送[12]。前回（#20）と同様に、本番組のファンを公言する友近をゲストに迎え、総集編とアドリブドラマの両方を実施した[12]。
- 2023年5月9日放送分（#49）では、「特別編」として、ゲストを迎えずに丸山が脚本・監督・主演を務めるアドリブドラマを放送[26]。

#### 放送内容（あとはご自由に）
| 放送回 | 放送日            | ドラマタイトル                          | ゲスト                                   | 参加メンバー | 脚本助手                     | モニタリング               | 備考     |
| ------ | ----------------- | --------------------------------------- | ---------------------------------------- | --- | ---------------------------- | -------------------------- | -------- |
| 1・2   | 5月10日・17日     | 《episode:1》 はじめてのオレオレ詐欺    | 新人詐欺師：黒木瞳                       | 受け子の先輩詐欺師：大倉 騙される老人：村上 老人の息子：横山 | 平野眞                       | 丸山、安田                 |          |
| 3・4   | 5月24日・31日     | 《episode:2》 窃盗団、最後の仕事        | 窃盗団のボス：木村多江                   | ※全て窃盗団員。 ボスに恋心を抱く男：大倉 ボスに反抗心を抱く男：丸山 ドジなボスの弟：安田 | 西田征史                     | 横山、村上                 |          |
| 5・6   | 6月7日・14日      | 《episode:3》 伝説のホスト              | 伝説のホスト・KEN：光石研                | ※全て新人ホスト。 お調子者でご機嫌取りの男：丸山 田舎から来た訛りが抜けない男：安田 プライドも向上心も高い男：横山 | 松居大悟                     | 村上                       |          |
| 7・8   | 6月21日・28日     | 《episode:4》 5人の同窓会               | メンバーのまとめ役：勝地涼               | ※全て小学校からの仲間。 空気の読めない超ナルシスト：村上 不良上がりで喧嘩早いチームの用心棒：安田 ユーモアなキャラのムードメイカー：丸山 | KERA                         | 横山                       |          |
| 9・10  | 7月5日・12日      | 《episode:5》 霊媒師の真の顔            | 凄腕霊媒師：酒井美紀                     | 真面目で断れない性格のサラリーマン：横山 太鼓持ちの霊媒師の弟子：安田 鋭い観察眼を持つ女子アナ：村上 | 山田能龍                     | 丸山                       |          |
| 11・12 | 7月19日・26日     | 《episode:6》 この世界の終わりに･･･     | 仕事も家族も無い冴えないおじさん：マギー | 正義感が強い警察官：丸山 ある物を盗んで逃走中の犯人：横山 流浪のミュージシャン：安田 | 佐藤満春（どきどきキャンプ） | 村上                       |          |
| 13     | 8月2日            | 《episode:7（特別編）》 3匹の子豚       | （特別編のため無し）                     | 脚本・監督：丸山明るい子豚（長男）：安田 心優しい子豚（次男）：大倉 赤ずきん：村上 口が凄く上手いオオカミ：横山 | （特別編のため無し）         | 丸山                       | [ 注 8 ] |
| 14・15 | 8月9日・16日      | 《episode:8》 友情の絆                  | クラスのマドンナ：斉藤由貴               | ※全て高校生からの仲良し同級生。 学校イチのモテ男：安田 ビビりですぐ泣いてしまう構ってちゃん：大倉 クラスのガキ大将：丸山 | 関和亮                       | 横山、村上                 |          |
| 16・17 | 8月23日・30日     | 《episode:9》 猫の世界                  | 一番の古株のボス猫：松本若菜             | ※全て猫。 二番目の古株で冷徹な怒りっぽい猫：村上 松本に気に入られている陽気なお喋り猫：安田 元野良猫で一匹狼だった新入り猫：丸山 | 鈴木浩介                     | 横山、大倉                 |          |
| 18・19 | 9月6日・13日      | 《episode:10》 王位継承物語             | 国王：小池徹平                           | ※全て国王として素質がある男。 王国でNo.1の冷静沈着な男：大倉 王国でNo.1のポジティブな性格の男：村上 王国でNo.1のロマンチスト：横山 | 三浦香                       | 丸山、安田                 |          |
| 20     | 9月20日           | 《特別編》 素人リポーターオーディション | テレビ局のご意見番：友近                 | バブル時代から活躍する敏腕プロデューサー：横山 出演が内定し審査員として出席している人気タレント：大倉 100回連続でオーディションに落ち続けている人：丸山 番組のスポンサーでもある地元大企業の御曹司：安田 自転車で全国を旅しており思いつきで立ち寄った人：村上 | （即興の特別編のため無し）   | （即興の特別編のため無し） | [ 注 9 ] |
| 21・22 | 9月27日・10月4日  | 《episode:11》 大家族会議               | 15人兄弟の母：高島礼子                   | ※全て15人兄弟の貧乏大家族（一人二役）。 28歳で未だフリーターの長男：丸山 一流の弁護士の次男：丸山 お笑い芸人を目指す三男：安田 暴走族を総長をしている高校3年生の長女：安田 超マザコンな高校生の四男：横山 小学5年生で東京大学に入れるIQを持つ天才児：横山     | 落合正幸                     | 村上                       |          |
| 23・24 | 10月11日・18日    | 《episode:12》 ∞組の引き金              | ヤクザの組長：片桐仁                     | ※全員ヤクザの組員。 組長一筋の仁義を重んじる男：丸山 いつか組長の座を狙っている野心家：村上 将来の事を考えず今が良ければ良い男：横山 | 川尻恵太                     | 安田                       |          |
| 25・26 | 10月25日・11月1日 | 《episode:13》 劇団Nobody Knows         | 劇団の長：北村有起哉                     | ※全てパフォーマンス集団の劇団員。 村上、丸山、大倉 | アベラヒデノブ               | 横山、安田                 |          |
| 27・28 | 11月8日・15日     | 《episode:14》 村上信五どうする?の会    | 村上信五：水野美紀                       | ※全て関ジャニ∞（本人）。 横山裕（本人）：横山 丸山隆平（本人）：丸山 安田章大（本人）：安田 大倉忠義（本人）：大倉 | 入江雅人                     | 村上                       |          |
| 30・31 | 12月13日・20日    | 《episode:15》 伝説の仙人               | 伝説の仙人：片岡鶴太郎                   | ※全て学生時代からの友人。 村上、丸山、安田 | 徳永友一                     | 横山、大倉                 |          |

| 放送回 | 放送日          | ドラマタイトル                              | ゲスト                                            | 参加メンバー | 脚本助手                 | モニタリング         | 備考      |
| ------ | --------------- | ------------------------------------------- | ------------------------------------------------- | --- | ------------------------ | -------------------- | --------- |
| 34・35 | 1月17日・24日   | 《episode:16》 結婚式30分前                 | ウェディングプランナー：マキタスポーツ            | 新婦の父・忠義：大倉 新婦の母・しょう子：安田 中国人の新任料理人・チン：丸山 | 岩崎う大（かもめんたる） | 横山、村上           |           |
| 36・37 | 1月31日・2月7日 | 《episode:17》 オーディション               | オーディションを仕切る女性：坂井真紀              | ※全て鳴かず飛ばずの舞台俳優。 子犬を飼っている独身男性：大倉 1人の息子を育てるシングルファーザー：安田 結婚予定の婚約者がいる男性：丸山                                                     | 石井浩二                 | 横山、村上           |           |
| 38・39 | 2月14日・21日   | 《episode:18》 その結末                     | 記憶喪失の男：生田斗真                            | ※全員あり得ない状態になっている男。 号泣しながらパソコンを見ている男：丸山 あり得ない顔と格好でドアに張り付いている男：村上 巨大ワニに下半身を噛み付かれて悶絶している男：横山              | 河原雅彦                 | 安田、大倉           |           |
| 40・41 | 2月28日・3月7日 | 《episode:19》 裏切りのCELL                 | 伝説の鬼刑事：高橋克典                            | ※全てチンピラ。 横山、村上、安田 | 矢島弘一                 | 丸山、大倉           |           |
| 42・43 | 3月14日・21日   | 《episode:20》 押す時                       | 恋愛リアリティショーの出演者：きたろう            | ※全て恋愛リアリティショーの出演者。 横山、丸山、大倉 | 塚本直毅（ラブレターズ） | 村上、安田           |           |
| 44     | 4月4日          | 《特別編》 深夜の通販番組                   | 仕切りたがりのお節介女優：友近                    | 大御所タレント：大倉 中堅の女芸人：村上、安田 若手女性タレント：丸山 番組のディレクター：横山                                                                                               | （特別編のため無し）     | （特別編のため無し） | [ 注 16 ] |
| 45・46 | 4月11日・18日   | 《episode:21》 それぞれの正義               | イエロー：上地雄輔                                | ※全て戦隊ヒーロー『全力戦隊ナンジャカンジャー』のメンバー。 レッド：村上 グリーン：大倉 モスグリーン：横山                                                                                  | 山田能龍                 | 丸山、安田           | [ 注 17 ] |
| 47・48 | 4月25日・5月2日 | 《episode:22》 駆け巡る家族                 | 母・池田鉄子：池田鉄洋                            | ※全て池田家の息子。 丸山、安田、大倉 | 山野海                   | 横山、村上           |           |
| 49     | 5月9日          | 《episode:23（特別編）》 えっさほ、アベまん | （特別編のため無し）                              | 脚本・監督・主演：丸山※アベまんを除き、全て様々な惑星からやってきた怪獣。 アベまん：丸山 メジポン：安田 スティキオリジナル：横山 イットケイットケ：村上                                     | （特別編のため無し）     | 大倉                 |           |
| 50・51 | 5月16日・23日   | 《episode:24》 捜シ者                       | サユリ：松下由樹                                  | ※全てサユリの母に声を掛けられたと名乗り出た男。 和食屋：丸山 放送作家：村上 不動産屋：横山                                                                                                  | 石井浩二                 | 安田、大倉           |           |
| 54・55 | 6月13日・20日   | 《episode:25》 軍議の裏で                   | 殿の影武者：尾上松也                              | ※戦国時代の殿の影武者四天王。 村上 / ムラ・カミケル（二役）：村上 丸山 / 奥方（二役）：丸山 安田                                                                                            | 村上大樹                 | 横山、大倉           |           |
| 56・57 | 6月27日・7月4日 | 《episode:26》 教習所                       | 教官 / 元人間：浅利陽介                           | ※全て元々動物だった男。 元犬：村上 元ドラゴン：丸山 元サル：安田 元ウサギ：大倉 | 倉持裕                   | 横山                 |           |
| 58・59 | 7月11日・18日   | 《episode:27》 招待状                       | ボス：船越英一郎                                  | ※全て10年振りに集まった男。 村上、丸山、大倉 | 渡邉良介                 | 安田                 |           |
| 60・61 | 7月25日・8月1日 | 《episode:28》 闇カジノ                     | 何か事情を抱えている女：松本まりか                | ※全て一攫千金を狙う男。安田以外は第一幕のみの出演。 会社の金を横領した男：横山 根っからのギャンブル狂・松下：丸山 売れないバンドマン・不透明ジュン：安田 学生時代イジメに遭っていた男：大倉 | 池田千尋                 | 村上                 | [ 注 18 ] |
| 63・64 | 8月15日・22日   | 《episode:29》 カースト〜caste〜            | 魔法使いとして向上心の強い生徒：葵わかな          | ※全てとある魔法学校の生徒。 成績優秀で学級委員長を務める女子：大倉 葵の幼馴染で腰巾着な性格の男子：丸山 揉め事が嫌いな平和主義の男子：安田                                                  | 北川瞳                   | 村上                 |           |
| 69・70 | 10月3日・10日   | 《episode:30》 人間パラダイス               | 安田のバカ息子 / 丸山の妻：堀内健（ネプチューン） | ファミレスチェーンの敏腕オーナー社長：安田 重役：丸山 社員：村上 ドッグトレーナー：大倉 | 金沢知樹                 | 横山                 |           |
| 71・72 | 10月17日・24日  | 《episode:31》 すべてはMになる              | 謎の男：小手伸也                                  | 面倒見は良いがおせっかいな男：安田 妄想癖があるインテリな男：大倉 マゾヒストな男：丸山 負けず嫌いで短気な男：横山                                                                           | 村上大樹                 | 村上                 |           |
| 76・77 | 11月21日・28日  | 《episode:32》 訳あり文豪BAR                | バーのマスター：山内圭哉                          | サスペンス小説のレジェンド文豪：村上 恋愛小説が得意なノリに乗っている5年目の作家：横山 2人に連れてこられた作家の卵：大倉                                                                    | 長塚圭史                 | 丸山、安田           |           |

| 放送回 | 放送日        | ドラマタイトル                      | ゲスト                                               | 参加メンバー                                                                                                | 脚本助手                 | モニタリング | 備考 |
| ------ | ------------- | ----------------------------------- | ---------------------------------------------------- | --- | ------------------------ | ------------ | ---- |
| 82・83 | 1月16日・23日 | 《episode:33》 激戦区               | レコード店を経営している商店街会長：飯尾和樹（ずん） | 老舗理髪店の3代目店主：横山 「まちの美容室」の店主：丸山 流行りの美容室チェーンのオーナーで一流美容師：大倉 | 岩崎う大（かもめんたる） | 村上、安田   |      |
| 85     | 2月6日        | 《episode:34（特別編）》 謎太郎     | （特別編のため無し）                                 | 脚本・監督・主演：丸山謎太郎：丸山 桃太郎：横山 浦島太郎：安田 金太郎：村上                                 | （特別編のため無し）     | 大倉         |      |
| 89・90 | 3月5日・12日  | 《episode:35》 コンビニの平凡な一日 | アルバイトを始めてたてのおじさん：甲本雅裕           | 人情深い店長：村上 特に夢のない学生アルバイト：丸山 バイトリーダー：大倉                                    | 平野眞                   | 横山、安田   |      |

#### 参加メンバー（あとはご自由に）
| 放送回                                                                | 放送年 | 放送日 『ドラマタイトル』                | メンバー | メンバー | メンバー    | メンバー | メンバー |
| 放送回                                                                | 放送年 | 放送日 『ドラマタイトル』                | 横山     | 村上     | 丸山        | 安田     | 大倉     |
| --------------------------------------------------------------------- | ------ | ---------------------------------------- | -------- | -------- | ----------- | -------- | -------- |
| 1・2                                                                  | 2022年 | 5月10日・17日 『はじめてのオレオレ詐欺』 | ◎        | ◎        | △           | △        | ◎        |
| 3・4                                                                  | 2022年 | 5月24日・31日 『窃盗団、最後の仕事』     | △        | △        | ◎           | ◎        | ◎        |
| 5・6                                                                  | 2022年 | 6月7日・14日 『伝説のホスト』            | ◎        | △        | ◎           | ◎        | ×        |
| 7・8                                                                  | 2022年 | 6月21日・28日 『5人の同窓会』            | △        | ◎        | ◎           | ◎        | ×        |
| 9・10                                                                 | 2022年 | 7月5日・12日 『霊媒師の真の顔』          | ◎        | ◎        | △           | ◎        | ×        |
| 11・12                                                                | 2022年 | 7月19日・26日 『この世界の終わりに･･･』  | ◎        | △        | ◎           | ◎        | ×        |
| 13                                                                    | 2022年 | 8月2日 『3匹の子豚』                     | ◎        | ◎        | 脚本 監督   | ◎        | ◎        |
| 14・15                                                                | 2022年 | 8月9日・16日 『友情の絆』                | △        | △        | ◎           | ◎        | ◎        |
| 16・17                                                                | 2022年 | 8月23日・30日 『猫の世界』               | △        | ◎        | ◎           | ◎        | △        |
| 18・19                                                                | 2022年 | 9月6日・13日 『王位継承物語』            | ◎        | ◎        | △           | △        | ◎        |
| 20                                                                    | 2022年 | 9月20日 『素人リポーターオーディション』 | ◎        | ◎        | ◎           | ◎        | ◎        |
| 21・22                                                                | 2022年 | 9月27日・10月4日 『大家族会議』          | ◎        | △        | ◎           | ◎        | ×        |
| 23・24                                                                | 2022年 | 10月11日・18日 『∞組の引き金』           | ◎        | ◎        | ◎           | △        | ×        |
| 25・26                                                                | 2022年 | 10月25日・11月1日 『劇団Nobody Knows』   | △        | ◎        | ◎           | △        | ◎        |
| 27・28                                                                | 2022年 | 11月8日・15日 『村上信五どうする?の会』  | ◎        | △        | ◎           | ◎        | ◎        |
| 30・31                                                                | 2022年 | 12月13日・20日 『伝説の仙人』            | △        | ◎        | ◎           | ◎        | △        |
| 34・35                                                                | 2023年 | 1月17日・24日 『結婚式30分前』           | △        | △        | ◎           | ◎        | ◎        |
| 36・37                                                                | 2023年 | 1月31日・2月7日 『オーディション』       | △        | △        | ◎           | ◎        | ◎        |
| 38・39                                                                | 2023年 | 2月14日・21日 『その結末』               | ◎        | ◎        | ◎           | △        | △        |
| 40・41                                                                | 2023年 | 2月28日・3月7日 『裏切りのCELL』         | ◎        | ◎        | △           | ◎        | △        |
| 42・43                                                                | 2023年 | 3月14日・21日 『押す時』                 | ◎        | △        | ◎           | △        | ◎        |
| 44                                                                    | 2023年 | 4月4日 『深夜の通販番組』                | ◎        | ◎        | ◎           | ◎        | ◎        |
| 45・46                                                                | 2023年 | 4月11日・18日 『それぞれの正義』         | ◎        | ◎        | △           | △        | ◎        |
| 47・48                                                                | 2023年 | 4月25日・5月2日 『駆け巡る家族』         | △        | △        | ◎           | ◎        | ◎        |
| 49                                                                    | 2023年 | 5月9日 『えっさほ、アベまん』            | ◎        | ◎        | ◎ 脚本 監督 | ◎        | △        |
| 50・51                                                                | 2023年 | 5月16日・23日 『捜シ者』                 | ◎        | ◎        | ◎           | △        | △        |
| 54・55                                                                | 2023年 | 6月13日・20日 『軍議の裏で』             | △        | ◎        | ◎           | ◎        | △        |
| 56・57                                                                | 2023年 | 6月27日・7月4日 『教習所』               | △        | ◎        | ◎           | ◎        | ◎        |
| 58・59                                                                | 2023年 | 7月11日・18日 『招待状』                 | ×        | ◎        | ◎           | △        | ◎        |
| 60・61                                                                | 2023年 | 7月25日・8月1日 『闇カジノ』             | ◎        | △        | ◎           | ◎        | ◎        |
| 63・64                                                                | 2023年 | 8月15日・22日 『カースト〜caste〜』      | ×        | △        | ◎           | ◎        | ◎        |
| 69・70                                                                | 2023年 | 10月3日・10日 『人間パラダイス』         | △        | ◎        | ◎           | ◎        | ◎        |
| 71・72                                                                | 2023年 | 10月17日・24日 『すべてはMになる』       | ◎        | △        | ◎           | ◎        | ◎        |
| 76・77                                                                | 2023年 | 11月21日・28日 『訳あり文豪BAR』         | ◎        | ◎        | △           | △        | ◎        |
| 82・83                                                                | 2024年 | 1月16日・23日 『激戦区』                 | ◎        | △        | ◎           | △        | ◎        |
| 85                                                                    | 2024年 | 2月6日 『謎太郎』                        | ◎        | ◎        | ◎ 脚本 監督 | ◎        | △        |
| 89・90                                                                | 2024年 | 3月5日・12日 『コンビニの平凡な一日』    | △        | ◎        | ◎           | △        | ◎        |
| 「◎」はドラマ、「△」はモニタリング、「×」は欠席。特記事項は直接記述。 |        |                                          |          |          |             |          |          |

### 明日、引退します。
- トーク企画[27][28][29]。
- 「明日引退する」という前提でゲストを迎え、引退するからこそ聞いておきたい事やゲストが伝えておきたい言葉を、関ジャニ∞が記録として残していく企画となっている[27][28][29]。

#### 放送内容（明日、引退します。）
| 放送回 | 放送年 | 放送日   | ゲスト                         | 備考 |
| ------ | ------ | -------- | ------------------------------ | ---- |
| 32     | 2022年 | 12月27日 | 秋元康                         |      |
| 33     | 2023年 | 1月10日  | 秋元康                         |      |
| 52     | 2023年 | 5月30日  | 田村淳（ロンドンブーツ1号2号） |      |
| 53     | 2023年 | 6月7日   | 田村淳（ロンドンブーツ1号2号） |      |
| 73     | 2023年 | 10月31日 | 上沼恵美子                     |      |
| 74     | 2023年 | 11月7日  | 上沼恵美子                     |      |

### 英会話サイレントクイズ
- 前身番組『関ジャニ∞クロニクル』で行われていた企画「英会話伝言ゲーム」に参加していた横山・村上が英会話のヒアリングに挑戦する企画[30][31]。
- 丸山・安田・大倉は横山・村上を別室でモニタリングし、更にその英会話のヒントをサイレントドラマで披露する[30][31]。
- 同企画には「英会話伝言ゲーム」に出演していたハルカ・オースが天の声を務め[32]、『クロニクル』シリーズの様々な企画に出演していた倉田大誠（フジテレビアナウンサー）も進行として出演している[30][31][32]。

#### 出演（英会話サイレントクイズ）
- 進行：倉田大誠（フジテレビアナウンサー）[32]
- 天の声[注 20]：ハルカ・オース[32]
- ナレーション：佐久間みなみ（フジテレビアナウンサー）

#### 放送内容（英会話サイレントクイズ）
| 放送回 | 放送年 | 放送日   | 備考 |
| ------ | ------ | -------- | ---- |
| 62     | 2023年 | 8月8日   |      |
| 68     | 2023年 | 9月19日  |      |
| 75     | 2023年 | 11月14日 |      |
| 84     | 2024年 | 1月30日  |      |
| 88     | 2024年 | 2月27日  |      |
| 91     | 2024年 | 3月19日  |      |

### 酒のアテはご自由に
- 料理企画。
- 酒の種類に応じた絶品のアテを作る料理対決を実施し、敗者は酒を飲むことが出来ず、勝者だけが勝利の美酒を手にすることが出来る[33][34]。
- 料理のお題はゲストが指定したお酒に合うおつまみであり、流行りのバーベキューグッズを使用して料理を行う[33][34]。

#### 放送内容（酒のアテはご自由に）
| 放送回 | 放送年 | 放送日   | ゲスト                                               | テーマ           | 備考 |
| ------ | ------ | -------- | ---------------------------------------------------- | ---------------- | ---- |
| 65     | 2023年 | 8月29日  | 大久保佳代子（オアシズ）、トリンドル玲奈、阿諏訪泰義 | バーベキュー料理 |      |
| 66     | 2023年 | 9月5日   | 大久保佳代子（オアシズ）、トリンドル玲奈、阿諏訪泰義 | バーベキュー料理 |      |
| 67     | 2023年 | 9月12日  | 大久保佳代子（オアシズ）、トリンドル玲奈、阿諏訪泰義 | バーベキュー料理 |      |
| 78     | 2023年 | 12月5日  | 酒井美紀、薄幸（納言）、馬場裕之（ロバート）         | 静岡食材         |      |
| 79     | 2023年 | 12月19日 | 酒井美紀、薄幸（納言）、馬場裕之（ロバート）         | 静岡食材         |      |
| 86     | 2024年 | 2月13日  | 坂井真紀、近藤くみこ（ニッチェ）、馬場裕之           | 三重食材         |      |
| 87     | 2024年 | 2月20日  | 坂井真紀、近藤くみこ（ニッチェ）、馬場裕之           | 三重食材         |      |

### こじつけカードドラマ
- ピースの又吉直樹による持ち込み企画[35]。
- アドリブドラマ企画[35]。
- 最初に出演者自ら考えたセリフが書かれたカードがシャッフルしてランダムに配られ、役者がアドリブドラマを進めていく中で、誰かから話を振られた際に、劇中の流れの中で初めて知るこのカードに書かれたセリフで必ず返さなければならない[35]。
- 本番組の企画プロデュースを担当している福山曰く、福山と又吉が何気ない会話をしている中で本番組の話になり、又吉がこの企画を持ち込むことになったという[35]。
  - なお、本番組ではゲストからの持ち込み企画は同企画が初であるが、福山は「今後も彼ら（関ジャニ∞）と一緒にやってみたい企画があれば、どうぞご自由に持ち込んでほしいです！大募集です！」とコメントしている[35]。

#### 放送内容（こじつけカードドラマ）
| 放送回 | 放送年 | 放送日   | ドラマタイトル                                                                     | 配役                                                                                             | モニタリング                                                                       | 備考 |
| ------ | ------ | -------- | ---------------------------------------------------------------------------------- | ------------------------------------------------------------------------------------------------ | ---------------------------------------------------------------------------------- | ---- |
| 80     | 2023年 | 12月26日 | ゲスト：又吉直樹（ピース）、桜井日奈子、児玉智洋（サルゴリラ）、関町知弘（ライス） | ゲスト：又吉直樹（ピース）、桜井日奈子、児玉智洋（サルゴリラ）、関町知弘（ライス）               | ゲスト：又吉直樹（ピース）、桜井日奈子、児玉智洋（サルゴリラ）、関町知弘（ライス） |      |
| 80     | 2023年 | 12月26日 | 相続問題                                                                           | 又吉：危篤の父 丸山：長男 村上：長男の嫁 桜井：次男 横山：長女 関町：医者                        | 安田、大倉、児玉                                                                   |      |
| 80     | 2023年 | 12月26日 | 娘さんを下さい                                                                     | 安田：彼氏 桜井：彼女 丸山：彼女の父親 又吉：彼女の母親 児玉：彼女の姉                           | 横山、村上、大倉、関町                                                             |      |
| 81     | 2024年 | 1月9日   | ゲスト：又吉直樹、桜井日奈子、児玉智洋、関町知弘                                   | ゲスト：又吉直樹、桜井日奈子、児玉智洋、関町知弘                                                 | ゲスト：又吉直樹、桜井日奈子、児玉智洋、関町知弘                                   |      |
| 81     | 2024年 | 1月9日   | バンド解散の危機                                                                   | 大倉：ギターボーカル 横山：ベース 桜井：ドラム 関町：マネージャー 児玉：海外の敏腕プロデューサー | 村上、丸山、安田、又吉                                                             |      |
| 81     | 2024年 | 1月9日   | 裏切り者                                                                           | 又吉：ボス その他全員：手下                                                                      | 無し                                                                               |      |

### SUPER EIGHTをご自由に
- 最終回の企画。
- メンバー5人全員が本番組の配信などでの番組継続を希望していることから、過去に本番組に出演したゲストがVTRで出演し、ゲストが考える「メンバーとやってみたい楽しいこと」を明かす企画[16][17]。
  - なお、やっぱりステーキグループ代表取締役・義元大蔵のみ、過去に出演経験が無かったものの、本番組の視聴者ということで、義元が考える「メンバーとやってみたい楽しいこと」の紹介と共にVTRで出演した。
- さらに、フジテレビの持つ配信プラットフォーム『FOD』の幹部である下川猛と野村和生もスタジオに出演し、メンバーと下川と野村が今後配信番組として継続する場合の戦略について話し合った[16][17]。
  - なお、2人は「ぜひ、FODで配信したい。独占配信したい」「地上波とはルールが違うところもあるので、どんどん自由にやっちゃっていただいて」と配信番組化に前向きな姿勢を示した[16][17]。
- これにより、本番組の地上波放送は終了するものの、配信やイベントなどの地上波の枠に囚われない形で番組が継続する可能性が示唆された[16][17]。

#### ゲスト（SUPER EIGHTをご自由に）
| 出演者                   | メンバーとやってみたい楽しいこと                   | 過去出演回   |
| ------------------------ | -------------------------------------------------- | ------------ |
| 生田斗真                 | 一緒に短編映画を撮りたい                           | #38,39       |
| 水野美紀                 | 卒園ソングを一緒に作りたい                         | #27,28       |
| 坂井真紀                 | 5人が監督になって一緒にドラマを作りたい            | #36,37,86,87 |
| 又吉直樹（ピース）       | 曲ふりカードゲーム                                 | #80,81       |
| 又吉直樹（ピース）       | 空想商品CMを商品化                                 | #80,81       |
| 又吉直樹（ピース）       | SUPER EIGHTカルタ                                  | #80,81       |
| 片桐仁                   | 巨大粘土アートを作りたい                           | #23,24       |
| 岩崎う大（かもめんたる） | コントライブをやりたい                             | #34,35,82,83 |
| 金沢知樹                 | SUPER EIGHTとキャラクターを作りたい                | #69,70       |
| 友近                     | メンバーそれぞれが考える、絶対満足出来る旅プラン   | #20,44       |
| 馬場裕之（ロバート）     | 地元の食材と酒を合わせる                           | #78,79,86,87 |
| 阿諏訪泰義               | 丸山・大倉・安田でオリジナルキャンプ料理           | #65 - 67     |
| 義元大蔵                 | オリオンビールや泡盛に合う酒のアテをメンバーが考案 | 無し         |

このほか、下川猛（フジテレビビジネス推進局IPプロデュース部長）、野村和生（フジテレビビジネス推進局プラットフォーム事業部長）はスタジオに出演。

## 放送リスト

### 2022年
| 回 | 放送日   | コーナー           | 編            | ゲスト               | 備考      |
| -- | -------- | ------------------ | ------------- | -------------------- | --------- |
| 1  | 5月10日  | あとはご自由に     | ドラマ        | 黒木瞳               |           |
| 2  | 5月17日  | あとはご自由に     | トーク        | 黒木瞳               |           |
| 3  | 5月24日  | あとはご自由に     | ドラマ        | 木村多江             |           |
| 4  | 5月31日  | あとはご自由に     | トーク        | 木村多江             |           |
| 5  | 6月7日   | あとはご自由に     | ドラマ        | 光石研               | [ 注 22 ] |
| 6  | 6月14日  | あとはご自由に     | トーク        | 光石研               | [ 注 23 ] |
| 7  | 6月21日  | あとはご自由に     | ドラマ        | 勝地涼               | [ 注 23 ] |
| 8  | 6月28日  | あとはご自由に     | トーク        | 勝地涼               | [ 注 23 ] |
| 9  | 7月5日   | あとはご自由に     | ドラマ        | 酒井美紀             | [ 注 23 ] |
| 10 | 7月12日  | あとはご自由に     | トーク        | 酒井美紀             | [ 注 23 ] |
| 11 | 7月19日  | あとはご自由に     | ドラマ        | マギー               | [ 注 23 ] |
| 12 | 7月26日  | あとはご自由に     | トーク        | マギー               | [ 注 23 ] |
| 13 | 8月2日   | あとはご自由に     | ドラマ        | （特別編のため無し） | [ 注 24 ] |
| 14 | 8月9日   | あとはご自由に     | ドラマ        | 斉藤由貴             |           |
| 15 | 8月16日  | あとはご自由に     | トーク        | 斉藤由貴             |           |
| 16 | 8月23日  | あとはご自由に     | ドラマ        | 松本若菜             |           |
| 17 | 8月30日  | あとはご自由に     | トーク        | 松本若菜             |           |
| 18 | 9月6日   | あとはご自由に     | ドラマ        | 小池徹平             |           |
| 19 | 9月13日  | あとはご自由に     | トーク        | 小池徹平             |           |
| 20 | 9月20日  | あとはご自由に     | 総集編 ドラマ | 友近                 | [ 注 25 ] |
| 21 | 9月27日  | あとはご自由に     | ドラマ        | 高島礼子             | [ 注 23 ] |
| 22 | 10月4日  | あとはご自由に     | トーク        | 高島礼子             | [ 注 23 ] |
| 23 | 10月11日 | あとはご自由に     | ドラマ        | 片桐仁               | [ 注 23 ] |
| 24 | 10月18日 | あとはご自由に     | トーク        | 片桐仁               | [ 注 23 ] |
| 25 | 10月25日 | あとはご自由に     | ドラマ        | 北村有起哉           |           |
| 26 | 11月1日  | あとはご自由に     | トーク        | 北村有起哉           |           |
| 27 | 11月8日  | あとはご自由に     | ドラマ        | 水野美紀             |           |
| 28 | 11月15日 | あとはご自由に     | トーク        | 水野美紀             |           |
| 29 | 11月22日 | あとはご自由に     | 総集編        | （総集編のため無し） | [ 注 26 ] |
| 30 | 12月13日 | あとはご自由に     | ドラマ        | 片岡鶴太郎           |           |
| 31 | 12月20日 | あとはご自由に     | トーク        | 片岡鶴太郎           |           |
| 32 | 12月27日 | 明日、引退します。 | 前編          | 秋元康               |           |

### 2023年
| 回 | 放送日   | コーナー               | 編            | ゲスト                                                                     | 備考      |
| -- | -------- | ---------------------- | ------------- | -------------------------------------------------------------------------- | --------- |
| 33 | 1月10日  | 明日、引退します。     | 後編          | 秋元康                                                                     |           |
| 34 | 1月17日  | あとはご自由に         | ドラマ        | マキタスポーツ                                                             |           |
| 35 | 1月24日  | あとはご自由に         | トーク        | マキタスポーツ                                                             |           |
| 36 | 1月31日  | あとはご自由に         | ドラマ        | 坂井真紀                                                                   |           |
| 37 | 2月7日   | あとはご自由に         | トーク        | 坂井真紀                                                                   |           |
| 38 | 2月14日  | あとはご自由に         | ドラマ        | 生田斗真                                                                   |           |
| 39 | 2月21日  | あとはご自由に         | トーク        | 生田斗真                                                                   |           |
| 40 | 2月28日  | あとはご自由に         | ドラマ        | 高橋克典                                                                   |           |
| 41 | 3月7日   | あとはご自由に         | トーク        | 高橋克典                                                                   |           |
| 42 | 3月14日  | あとはご自由に         | ドラマ        | きたろう                                                                   |           |
| 43 | 3月21日  | あとはご自由に         | トーク        | きたろう                                                                   |           |
| 44 | 4月4日   | あとはご自由に         | 総集編 ドラマ | 友近                                                                       | [ 注 27 ] |
| 45 | 4月11日  | あとはご自由に         | ドラマ        | 上地雄輔                                                                   |           |
| 46 | 4月18日  | あとはご自由に         | トーク        | 上地雄輔                                                                   |           |
| 47 | 4月25日  | あとはご自由に         | ドラマ        | 池田鉄洋                                                                   |           |
| 48 | 5月2日   | あとはご自由に         | トーク        | 池田鉄洋                                                                   |           |
| 49 | 5月9日   | あとはご自由に         | ドラマ        | （特別編のため無し）                                                       | [ 注 28 ] |
| 50 | 5月16日  | あとはご自由に         | ドラマ        | 松下由樹                                                                   |           |
| 51 | 5月23日  | あとはご自由に         | トーク        | 松下由樹                                                                   |           |
| 52 | 5月30日  | 明日、引退します。     | 前編          | 田村淳（ロンドンブーツ1号2号）                                             |           |
| 53 | 6月6日   | 明日、引退します。     | 後編          | 田村淳（ロンドンブーツ1号2号）                                             |           |
| 54 | 6月13日  | あとはご自由に         | ドラマ        | 尾上松也                                                                   |           |
| 55 | 6月20日  | あとはご自由に         | トーク        | 尾上松也                                                                   |           |
| 56 | 6月27日  | あとはご自由に         | ドラマ        | 浅利陽介                                                                   |           |
| 57 | 7月4日   | あとはご自由に         | トーク        | 浅利陽介                                                                   |           |
| 58 | 7月11日  | あとはご自由に         | ドラマ        | 船越英一郎                                                                 | [ 注 29 ] |
| 59 | 7月18日  | あとはご自由に         | トーク        | 船越英一郎                                                                 | [ 注 29 ] |
| 60 | 7月25日  | あとはご自由に         | ドラマ        | 松本まりか                                                                 |           |
| 61 | 8月1日   | あとはご自由に         | トーク        | 松本まりか                                                                 |           |
| 62 | 8月8日   | 英会話サイレントクイズ | －            | 無し                                                                       |           |
| 63 | 8月15日  | あとはご自由に         | ドラマ        | 葵わかな                                                                   |           |
| 64 | 8月22日  | あとはご自由に         | トーク        | 葵わかな                                                                   | [ 注 29 ] |
| 65 | 8月29日  | 酒のアテはご自由に     | 前編          | 大久保佳代子（オアシズ）、トリンドル玲奈、阿諏訪泰義                       |           |
| 66 | 9月5日   | 酒のアテはご自由に     | 中編          | 大久保佳代子（オアシズ）、トリンドル玲奈、阿諏訪泰義                       |           |
| 67 | 9月12日  | 酒のアテはご自由に     | 後編          | 大久保佳代子（オアシズ）、トリンドル玲奈、阿諏訪泰義                       |           |
| 68 | 9月19日  | 英会話サイレントクイズ | －            | 無し                                                                       |           |
| 69 | 10月3日  | あとはご自由に         | ドラマ        | 堀内健（ネプチューン）                                                     |           |
| 70 | 10月10日 | あとはご自由に         | トーク        | 堀内健（ネプチューン）                                                     |           |
| 71 | 10月17日 | あとはご自由に         | ドラマ        | 小手伸也                                                                   |           |
| 72 | 10月24日 | あとはご自由に         | トーク        | 小手伸也                                                                   |           |
| 73 | 10月31日 | 明日、引退します。     | 前編          | 上沼恵美子                                                                 |           |
| 74 | 11月7日  | 明日、引退します。     | 後編          | 上沼恵美子                                                                 |           |
| 75 | 11月14日 | 英会話サイレントクイズ | －            | 無し                                                                       |           |
| 76 | 11月21日 | あとはご自由に         | ドラマ        | 山内圭哉                                                                   |           |
| 77 | 11月28日 | あとはご自由に         | トーク        | 山内圭哉                                                                   |           |
| 78 | 12月5日  | 酒のアテはご自由に     | 前編          | 酒井美紀、薄幸（納言）、馬場裕之（ロバート）                               |           |
| 79 | 12月19日 | 酒のアテはご自由に     | 後編          | 酒井美紀、薄幸（納言）、馬場裕之（ロバート）                               |           |
| 80 | 12月26日 | こじつけカードドラマ   | 前編          | 又吉直樹（ピース）、桜井日奈子、児玉智洋（サルゴリラ）、関町知弘（ライス） |           |

### 2024年
| 回     | 放送日  | コーナー                                                     | 編     | ゲスト                                                                     | 備考      |
| ------ | ------- | ------------------------------------------------------------ | ------ | -------------------------------------------------------------------------- | --------- |
| SP     | 1月2日  | 酒のアテはご自由に 英会話サイレントクイズ 明日、引退します。 | 総集編 | 第73、74、78、79回のゲスト                                                 | [ 注 30 ] |
| 81     | 1月9日  | こじつけカードドラマ                                         | 後編   | 又吉直樹（ピース）、桜井日奈子、児玉智洋（サルゴリラ）、関町知弘（ライス） |           |
| 82     | 1月16日 | あとはご自由に                                               | ドラマ | 飯尾和樹（ずん）                                                           |           |
| 83     | 1月23日 | あとはご自由に                                               | トーク | 飯尾和樹（ずん）                                                           |           |
| 84     | 1月30日 | 英会話サイレントクイズ                                       | －     | 無し                                                                       |           |
| 85     | 2月6日  | あとはご自由に                                               | ドラマ | （特別編のため無し）                                                       | [ 注 31 ] |
| 86     | 2月13日 | 酒のアテはご自由に                                           | 前編   | 坂井真紀、近藤くみこ（ニッチェ）、馬場裕之（ロバート）                     |           |
| 87     | 2月20日 | 酒のアテはご自由に                                           | 後編   | 坂井真紀、近藤くみこ（ニッチェ）、馬場裕之（ロバート）                     |           |
| 88     | 2月27日 | 英会話サイレントクイズ                                       | －     | 無し                                                                       |           |
| 89     | 3月5日  | あとはご自由に                                               | ドラマ | 甲本雅裕                                                                   |           |
| 90     | 3月12日 | あとはご自由に                                               | トーク | 甲本雅裕                                                                   |           |
| 91     | 3月19日 | 英会話サイレントクイズ                                       | －     | 無し                                                                       |           |
| 92(終) | 3月26日 | SUPER EIGHTをご自由に                                        | －     | （「#ゲスト（SUPER EIGHTをご自由に）」を参照）                             | [ 注 32 ] |

## YouTube
- 毎週[注 33]金曜日に、フジテレビの公式YouTubeチャンネル内にて、本番組のオリジナル動画コンテンツを配信[11]。
- 週に1回、本番組の未公開トークや舞台裏などがアップされる[11]。

### 配信リスト
※特記を除き全て金曜日の配信。

#### 2022年（YouTube）
| 回 | 配信日   | 企画               | タイトル | 出演メンバー                 | ゲスト                       | 出典        | 備考 |
| -- | -------- | ------------------ | --- | ---------------------------- | ---------------------------- | ----------- | ---- |
| 1  | 5月6日   | －                 | 【初回収録オフショット】 横山さん&大倉さんの誕生日サプライズ全貌 | 横山、村上、丸山、安田、大倉 | 無し                         | [ 動画 1 ]  |      |
| 2  | 5月13日  | 配役発表           | 【未公開舞台裏】 黒木瞳さん演出アドリブドラマの裏側! 何も知らない関ジャニ∞に配役を伝えたら…初回オープニングトークも                                                                                    | 横山、村上、丸山、安田、大倉 | 無し                         | [ 動画 2 ]  |      |
| 3  | 5月20日  | 顔でご自由に       | 【楽屋トーク】 黒木瞳さん脚本アドリブドラマで飛び出した関ジャニ∞の顔がヤバすぎた! @@してる時の顔やん! まさかの顔でトーク                                                                               | 横山、村上、丸山、安田       | 無し                         | [ 動画 3 ]  |      |
| 4  | 5月27日  | 配役発表           | 【未公開トーク】 木村多江さんが直々に選出した配役を関ジャニ∞に発表したら･･･着替えシーンでも一悶着 | 横山、村上、丸山、安田、大倉 | 無し                         | [ 動画 4 ]  |      |
| 5  | 6月3日   | 顔でご自由に       | 【写真で一言】 関ジャニ∞が自分たちの顔で一言!「@@してる時の顔やん!」表情だけでしゃべり倒す | 横山、村上、丸山、安田       | 無し                         | [ 動画 5 ]  |      |
| 6  | 6月10日  | 配役発表           | 【問題発言】 名バイプレイヤー光石研さんが関ジャニ∞とドラマをやるなら? テレビで言っちゃいけない発言をしちゃうアラフォー男子たち                                                                         | 横山、村上、丸山、安田       | 無し                         | [ 動画 6 ]  |      |
| 7  | 6月17日  | 脚本助手とご自由に | 【クリエイターと対談】 バイプレイヤーズ監督がうなった関ジャニ∞メンバーの演技を発表! ㊙︎㊙︎は天才! 光石研さんの手が震えてた!? 舞台裏も･･･                                                                 | 安田                         | 松居大悟                     | [ 動画 7 ]  |      |
| 8  | 6月24日  | 配役発表           | 【楽屋トーク】 関ジャニ∞の前でスタッフが大失態! メンバー総攻撃の理由は!? 勝地涼さんの配役発表シーンでご自由すぎる発言                                                                                  | 横山、村上、丸山、安田       | 無し                         | [ 動画 8 ]  |      |
| 9  | 7月1日   | 脚本助手とご自由に | 【クリエイターと対談】 演劇界の超大御所が関ジャニ∞の芝居を語る! 即興に必要なのは㊙︎㊙︎! 舞台裏では勝地涼さんが超弱気に!?                                                                                 | 村上                         | KERA                         | [ 動画 9 ]  |      |
| 10 | 7月8日   | 配役発表           | 【白線流しで共演】 酒井美紀さんとの再会に横山さん緊張…安田さんは謎の衣装に大混乱! 村上さんは女装で…♡                                                                                                   | 横山、村上、丸山、安田       | 無し                         | [ 動画 10 ] |      |
| 11 | 7月15日  | 脚本助手とご自由に | 【クリエイターと対談】 全裸監督はこうして作られた…脚本家が語るエッジの立った作品の作り方! 関ジャニ∞は心が折れない? 横山が内部事情も                                                                    | 横山                         | 山田能龍                     | [ 動画 11 ] |      |
| 12 | 7月22日  | 配役発表           | 【横山に異変】 絶対零度! 地獄先生ぬ〜べ〜! 関ジャニと数々の作品を作り出してきた鬼才マギー! 本番直前にハプニングが…                                                                                     | 横山、村上、丸山、安田       | 無し                         | [ 動画 12 ] |      |
| 13 | 7月29日  | 脚本助手とご自由に | 【クリエイターと対談】 Mr.ご自由が誕生! 丸山さんの演技を構成作家佐藤満春が大絶賛! マギーの強力なブレーンの彼がこの番組の魅力を語る!                                                                    | 丸山                         | 佐藤満春（どきどきキャンプ） | [ 動画 13 ] |      |
| 14 | 8月5日   | 顔でご自由に       | 【写真で一言】 関ジャニ∞が自分たちの顔で一言! ウイスキーをかかげる村上さんの表情を大倉さんはどうたとえる? 家族の前でも見せない…激レア表情が続々登場!                                                   | 横山、村上、丸山、安田、大倉 | 無し                         | [ 動画 14 ] |      |
| 15 | 8月12日  | 配役発表           | 【安田に悲劇】 斉藤由貴さんからご指名なのに安田さん浮かない表情…その理由とは? 寝巻きに着替え! かわいい系パジャマに大倉さんの反応は?                                                                    | 横山、村上、丸山、安田、大倉 | 無し                         | [ 動画 15 ] |      |
| 16 | 8月19日  | 脚本助手とご自由に | 【クリエイターと対談】 Perfume・星野源「恋」MV監督が語るヒット映像制作の舞台裏! 関ジャニ∞はやんちゃ? 関和亮が目にした演出家・大倉の意外な一面とは…?                                                    | 大倉                         | 関和亮                       | [ 動画 16 ] |      |
| 17 | 8月26日  | 配役発表           | 【松本×関ジャニ∞劇場】 やんごとなき一族で千の顔を見せた松本若菜さんは頭の中まですごかった! 初競演の関ジャニ∞は珍しく緊張気味…!?                                                                        | 横山、村上、丸山、安田、大倉 | 無し                         | [ 動画 17 ] |      |
| 18 | 9月2日   | 脚本助手とご自由に | 【説教部屋!?】 脚本の松本若菜さんも困惑! 丸山さんのアドリブ演技に名演出家の意見は…? 次回ゲスト小池徹平さん回でも関ジャニ∞に悲劇が…                                                                     | 丸山                         | 鈴木浩介                     | [ 動画 18 ] |      |
| 19 | 9月9日   | 配役発表           | 【サプライズ!?】 小池徹平さんからまさかの指名に関ジャニ∞メンバーも困惑! シェイクスピア風衣装に着替えも…ミュージカルスター小池さんの思惑は!?                                                            | 横山、村上、丸山、安田、大倉 | 無し                         | [ 動画 19 ] |      |
| 20 | 9月16日  | 脚本助手とご自由に | 【あれは徹平が悪い】 だからエンターテインメントやめられない…村上信五の演技をクリエイターが大絶賛! 全員女装の新作構想も! そして、次回ゲスト友近さん回も波乱の予感!?                                     | 村上                         | 三浦香                       | [ 動画 20 ] |      |
| 21 | 9月23日  | 顔でご自由に       | 【写真で一言】 女子アナ風メイクに自画自賛!? 関ジャニ∞がメンバーの顔写真でトーク! 村上さんは〇〇に激似…キュートな顔で笑う男性とは??                                                                     | 横山、村上、丸山、安田、大倉 | 無し                         | [ 動画 21 ] |      |
| 22 | 9月30日  | 配役発表           | 【ぎゃふんと言わせたかった】 極妻女優・高島礼子さんの発言に村上さんご立腹!? 「俺とヨコぐちゃぐちゃなってるやんけ!」21年前の思い出は一体…                                                               | 横山、村上、丸山、安田       | 無し                         | [ 動画 22 ] |      |
| 23 | 10月7日  | 脚本助手とご自由に | 【㊙︎㊙︎が大嫌い!?】 世にも奇妙な物語・演出家が語る本当に怖いものとは? 関ジャニ∞がホラーに挑戦したら…そして次回ゲスト片桐仁さんは大絶叫!!! 斬新すぎる即興劇へ                                            | 安田                         | 落合正幸                     | [ 動画 23 ] |      |
| 24 | 10月14日 | 配役発表           | 【衣装にロレックス!?】 鬼才! 片桐仁さん脚本・演出のアドリブドラマは配役発表から波乱! 安田さん怒りの理由は…? 予想外の衣装にメンバー大混乱!                                                              | 横山、村上、丸山、安田       | 無し                         | [ 動画 24 ] |      |
| 25 | 10月21日 | 脚本助手とご自由に | 【横山に怒られる】 村上はズルい!?圧だけで掌握!?鋭い分析に村上信五タジタジ… そして次回ゲスト北村有起哉さんは怪演劇「みんな違ってみんな良い」                                                            | 村上                         | 川尻恵太                     | [ 動画 25 ] |      |
| 26 | 10月28日 | 配役発表           | 【イチャイチャ!?】 大倉さんが丸山さんに安定のちょっかい…北村有起哉さんアドリブドラマ未公開配役発表シーン! 村上さんの衣装は…今回も下っ端!?                                                              | 横山、村上、丸山、安田、大倉 | 無し                         | [ 動画 26 ] |      |
| 27 | 11月4日  | 脚本助手とご自由に | 【ドラゴンボール】 ライブ中の村上はスーパーサイヤ人!? アイドルの頭の中を大解剖! 横山に指摘される悪いクセとは…そして次回ゲスト水野美紀さんにメンバー大感謝! 水野さんの仕掛けた展開とは? 史上初の試みが! | 村上                         | アベラヒデノブ               | [ 動画 27 ] |      |
| 28 | 11月11日 | 配役発表           | 【スタッフにクレーム!?】 演出が古い! 水野美紀さんアドリブドラマの配役発表で横山さん苦笑い… さらに普段の私服そっくり衣装に丸山さん安田さんの反応は?                                                     | 横山、村上、丸山、安田、大倉 | 無し                         | [ 動画 28 ] |      |
| 29 | 11月18日 | 脚本助手とご自由に | 【再始動に涙】 出川&ウンナンも所属! 劇団SHA・LA・LA演出家入江雅人さんが登場! 脚本制作時は内村さんの家で…!?さらに、水野美紀さんアドリブドラマを陰で立て直したメンバーとは?                              | 横山                         | 入江雅人                     | [ 動画 29 ] |      |
| 30 | 12月16日 | 配役発表           | 【面倒臭いけど愛すべき男たち】 スタッフのひょんな一言で関ジャニ紛糾! まさかのTake2撮り直しに! 片岡鶴太郎さん配役発表の舞台裏                                                                           | 横山、村上、丸山、安田、大倉 | 無し                         | [ 動画 30 ] |      |
| 31 | 12月23日 | 脚本助手とご自由に | 【締切は絶対守る】 「翔んで埼玉」脚本家が笑いへのこだわりを伝授! 丸山さんは脳を洗う!? あとごじ収録後の葛藤を告白…そして次回ゲストは秋元康さん! 新企画「明日、引退します。」                            | 丸山                         | 徳永友一                     | [ 動画 31 ] |      |

#### 2023年（YouTube）
| 回 | 配信日       | 企画               | タイトル | 出演メンバー                 | ゲスト                   | 出典        | 備考 |
| -- | ------------ | ------------------ | --- | ---------------------------- | ------------------------ | ----------- | ---- |
| 32 | 1月20日      | 配役発表           | 【本番前からカオス】 関ジャニ∞がゲスト・マキタスポーツさんに言いたい放題!? 安田さんはまさかの女装! 配役発表&着替えシーン舞台裏                                                                     | 横山、村上、丸山、安田、大倉 | 無し                     | [ 動画 32 ] |      |
| 33 | 1月27日      | 脚本助手とご自由に | 【安田は気持ち悪い】 キングオブコント王者・岩崎う大が安田の演技を大絶賛! 次回ゲストは坂井真紀さん! 関ジャニ∞メンバーが感動のあまり劇中にガチ涙!                                                    | 安田                         | 岩崎う大（かもめんたる） | [ 動画 33 ] |      |
| 34 | 2月3日       | 配役発表           | 【撮れ高、絶滅の危機】 よくも悪くも事件と撮れ高を生み出し続けてきた男! 丸山さんがこの日、初めて撮れ高の危機に!? 「別れてください」…坂井真紀さんトークではラストシーンの真意が!                     | 横山、村上、丸山、安田、大倉 | 無し                     | [ 動画 34 ] |      |
| 35 | 2月11日(土)  | 顔でご自由に       | 【Twitter100万再生目前!?】 美波里ばりの美波里! バズってるキャラの誕生秘話! 次回ゲスト生田斗真さんはノープラン!? 旧友との競演はカオスに…                                                            | 横山、村上、丸山、安田、大倉 | 無し                     | [ 動画 35 ] |      |
| 36 | 2月18日(土)  | 配役発表           | 【ゲストは生田斗真】 関ジャニ∞の盟友登場! 丸山さんはテンション上がりすぎて情緒が… いちいちボケてトークが進まずメンバーもスタッフも困惑!?                                                           | 横山、村上、丸山、安田、大倉 | 無し                     | [ 動画 36 ] |      |
| 37 | 2月24日      | 脚本助手とご自由に | 【生田斗真さん回アフタートーク】 関ジャニ∞結成前の横山㊙︎エピソードも! 次回ゲストは高橋克典さん! 朝ドラ以来の共演に…「お兄ちゃん」発言!?                                                            | 横山                         | 河原雅彦                 | [ 動画 37 ] |      |
| 38 | 3月3日       | 配役発表           | 【ケンカ別れ】 お父ちゃん・高橋克典さんとの久々の再会はまさかのカメラが回っている本番中! 安田さんは大失態…配役発表&着替え舞台裏                                                                    | 横山、村上、丸山、安田、大倉 | 無し                     | [ 動画 38 ] |      |
| 39 | 3月10日      | 脚本助手とご自由に | 【高橋克典と共演】 朝ドラ好演の裏にある横山のコンプレックスとは!? 次回ゲストはきたろうさん! さすがのシティボーイズ! 前代未聞の…                                                                    | 横山                         | 矢島弘一                 | [ 動画 39 ] |      |
| 40 | 3月17日      | 配役発表           | 【シティボーイズ】 岡田准一主演映画の現場で…横山が今でも忘れないきたろうさんからの言葉! 配役発表&着替え舞台裏                                                                                      | 横山、村上、丸山、安田、大倉 | 無し                     | [ 動画 40 ] |      |
| 41 | 4月1日(土)   | 脚本助手とご自由に | 【きたろうは天才】 シティボーイズ・きたろうさんが本番直前に構想を白紙に!? 知られざる舞台裏に丸山も驚愕! 次回のゲストは番組大ファンの友近さん! 最後はやっぱり即興劇へ                               | 丸山                         | 塚本直毅（ラブレターズ） | [ 動画 41 ] |      |
| 42 | 4月14日      | 配役発表           | 【楽屋トーク】 関ジャニ∞の前でスタッフがまたまた大失態! 本番前のメンバーから総ツッコミ! 関ジャニ∞がゲスト・上地雄輔に振り回される!?                                                                | 横山、村上、丸山、安田、大倉 | 無し                     | [ 動画 42 ] |      |
| 43 | 4月21日      | 脚本助手とご自由に | 【上地雄輔さん回アフタートーク】 関ジャニ∞が1年で身につけたアドリブドラマ論を語る! 次回ゲストは名バイプレイヤー池田鉄洋さん! 感情がぐちゃぐちゃになるメンバー…                                     | 村上                         | 山田能龍                 | [ 動画 43 ] |      |
| 44 | 4月28日      | 配役発表           | 【楽屋トーク】 謎過ぎてプチバズりした関西弁!? 「むいむい」について横山さん直接解説! 池鉄は実は役者になりたくなかった!?…配役発表&着替え舞台裏                                                       | 横山、村上、丸山、安田、大倉 | 無し                     | [ 動画 44 ] |      |
| 45 | 5月5日       | 脚本助手とご自由に | 【池田鉄洋さん回アフタートーク】 安田の母の言葉…共感しすぎる2人! 次回は特別編! 丸山隆平がアドリブドラマの主演・脚本・監督に…ご自由すぎる事件連発!                                                  | 安田                         | 山野海                   | [ 動画 45 ] |      |
| 46 | 5月12日      | 配役発表           | 【未公開楽屋トーク】 丸山隆平の急遽の特別回を聞いたメンバーは大ブーイング! いろんな意味でドタバタアドリブドラマに… 配役発表&着替え舞台裏! 次回ゲストは名女優・松下由樹さん!                        | 横山、村上、丸山、安田、大倉 | 無し                     | [ 動画 46 ] |      |
| 47 | 5月19日      | 配役発表           | 【未公開楽屋トーク】 名女優・松下由樹さんの配役発表の舞台裏… 村上の悪ガキレベルのルール違反で横山のテンションが…                                                                                   | 横山、村上、丸山、安田、大倉 | 無し                     | [ 動画 47 ] |      |
| 48 | 5月26日      | 顔でご自由に       | 【お久しぶりの大人気?コーナー】 「顔でご自由に」大倉さんのキレッキレなコメントが満載w 次週は第2弾「明日、引退します」ゲストは田村淳さん! ここでしか聞けない貴重な話だらけです…                     | 横山、村上、丸山、安田、大倉 | 無し                     | [ 動画 48 ] |      |
| 49 | 6月16日      | 配役発表           | 【未公開楽屋トーク】 ゲストは歌舞伎俳優・尾上松也さん! 朝一発目、丸山さんの調子のチューニングがズレていることにメンバー心配しています…。間に合う!?                                                 | 横山、村上、丸山、安田、大倉 | 無し                     | [ 動画 49 ] |      |
| 50 | 6月24日(土)  | 脚本助手とご自由に | 【尾上松也さん回アフタートーク】 尾上松也さん指名の脚本家・村上大樹さんが絶賛 「今回のお芝居は関ジャニ∞村上さんがいないと成立しなかった」                                                          | 村上                         | 村上大樹                 | [ 動画 50 ] |      |
| 51 | 7月1日(土)   | 配役発表           | 【はぁ〜い!連発で爆笑の嵐】 ゲストはコード・ブルーでもお馴染み浅利陽介さん! ジャンポケ斉藤さんの「はぁ〜い」がなぜかメンバーに伝染中ww【未公開楽屋トーク】                                         | 横山、村上、丸山、安田、大倉 | 無し                     | [ 動画 51 ] |      |
| 52 | 7月8日(土)   | 脚本助手とご自由に | 【浅利陽介さん回アフタートーク】 村上の鬼教官を称讃! 横山の舞台を監督した倉持さんだからこそ知る横山の裏の顔も… 次回のゲストはサスペンス界の帝王・船越英一郎さん!                                   | 村上                         | 倉持裕                   | [ 動画 52 ] |      |
| 53 | 7月14日      | 配役発表           | 【未公開楽屋トーク】 ゲストは2時間ドラマの帝王・船越英一郎さん! ぐいぐいくるスタッフに対して大倉は納得いかないことが!?                                                                             | 村上、丸山、安田、大倉       | 無し                     | [ 動画 53 ] |      |
| 54 | 7月22日(土)  | 脚本助手とご自由に | 【船越英一郎さん回アフタートーク】 「テセウスの船」「TOKYO MER」など手がける大映テレビの社長・渡辺さんと業界の裏側トーク! 次回ゲストは松本まりかさん!                                              | 丸山                         | 渡邉良介                 | [ 動画 54 ] |      |
| 55 | 7月28日      | 配役発表           | 【未公開楽屋トーク】 ゲストは悪女っぷりが演技でもアイディアでも爆発! 松本まりかさん! 横山は高カロリー連発の収録にお疲れの様子!?                                                                    | 横山、村上、丸山、安田、大倉 | 無し                     | [ 動画 55 ] |      |
| 56 | 8月4日       | 脚本助手とご自由に | 【松本まりかさん回アフタートーク】 台本通りは好きじゃない!? 丸山に引っ張られすぎてあとごじ史上最長の時間にww 次回は新企画「英会話サイレントドラマ」が始動!横山・村上の神掛かった珍解答連発!!!      | 丸山                         | 池田千尋                 | [ 動画 56 ] |      |
| 57 | 8月12日(土)  | アフタートーク     | 【英語サイレントクイズ回アフタートーク】 ハルカと久しぶりの再会を果たす横山・村上! ハルカとの挨拶で横山は笑顔でごまかす作戦w次回ゲストは葵わかなさん!                                              | 横山、村上、丸山、安田、大倉 | ハルカ・オース           | [ 動画 57 ] |      |
| 58 | 8月19日(土)  | 配役発表           | 【未公開楽屋トーク】 ゲストはあとごじ最年少! 清純派なイメージとは真逆の演技でメンバーを翻弄させた葵わかなさん! 女子生徒役…大倉の反応は??                                                           | 村上、丸山、安田、大倉       | 無し                     | [ 動画 58 ] |      |
| 59 | 8月26日(土)  | 脚本助手とご自由に | 【葵わかなさん回アフタートーク】 葵さんのドSが発覚!? えげつない量の無茶振り! 安田には凶悪犯役をやらせたい!? 次回は「酒のアテはご自由に」お酒に合う絶品料理が続々と! 最後は超ご機嫌モードw          | 大倉                         | 北川瞳                   | [ 動画 59 ] |      |
| 60 | 9月15日      | アフタートーク     | 【酒のアテはご自由にアフタートーク】 元料理人の阿諏訪も絶賛! 安田の料理のセンスのキーワードは「甘味」! 次回は英会話サイレントクイズ第2弾! 今回も絶好調?な横山村上は正解にたどり着けるのか?         | 安田                         | 阿諏訪泰義               | [ 動画 60 ] |      |
| 61 | 10月6日      | 配役発表           | 【未公開楽屋トーク】 ゲストは堀内健さん! タッグを組むのは今年話題のドラマ「サンクチュアリ」を手掛けた金沢知樹! メンバーはスタッフへのツッコミが止まらない!?                                        | 横山、村上、丸山、安田、大倉 | 無し                     | [ 動画 61 ] |      |
| 62 | 10月14日(土) | 脚本助手とご自由に | 【堀内健さん回アフタートーク】 安田の「バカ息子の父ちゃん」を絶賛! 「サンクチュアリ」を手掛けた金沢知樹さんの次なる夢とは? 次回ゲストは名バイプレーヤー・小手伸也さん!                             | 安田                         | 金沢知樹                 | [ 動画 62 ] |      |
| 63 | 10月20日     | 配役発表           | 【未公開楽屋トーク】 名バイプレーヤー 小手伸也さん! 計算し尽くされた仕掛けに実は反応していたメンバーが!? 寝起き? 丸山さんの珍ワールド炸裂!                                                         | 横山、村上、丸山、安田、大倉 | 無し                     | [ 動画 63 ] |      |
| 64 | 10月28日(土) | 脚本助手とご自由に | 【小手伸也さん回アフタートーク】 丸山の計算? ノープラン? 演技をベタ褒め! ライブの裏話も披露! 骨組みを作ってるのは〇〇? 次回ゲストは上沼恵美子さん! もし明日引退するなら何を語る?                   | 丸山                         | 村上大樹                 | [ 動画 64 ] |      |
| 65 | 11月25日(土) | 配役発表           | 【未公開楽屋トーク】 異彩を放つ俳優 山内圭哉さん! 大倉さん伝説のオノマトペ体操も誕生! 配役発表中にスタッフがまたやらかしました…                                                                    | 横山、村上、丸山、安田、大倉 | 無し                     | [ 動画 65 ] |      |
| 66 | 12月1日      | 脚本助手とご自由に | 【山内さん回アフタートーク】 20年来の再会に大盛り上がり! 長塚さんが思うメンバーの凄さとは? 次回は酒のアテはご自由に【第2弾】 静岡県出身・酒井美紀さんをお招きし、静岡食材を使った絶品のアテを作る! | 横山                         | 長塚圭史                 | [ 動画 66 ] |      |

#### 2024年（YouTube）
| 回 | 配信日      | 企画               | タイトル | 出演メンバー                 | ゲスト                                     | 出典        | 備考      |
| -- | ----------- | ------------------ | --- | ---------------------------- | ------------------------------------------ | ----------- | --------- |
| 67 | 1月9日(火)  | アフタートーク     | 【こじつけドラマアフタートーク】 ノリノリでカードゲームを楽しんだ横山さん! 日々のストレス!? 愚痴が止まらなくなっていきます…。 次回ゲストは個性派芸人・飯尾和樹さん!                | 横山                         | 又吉直樹（ピース）、児玉智洋（サルゴリラ） | [ 40 ]      | [ 注 34 ] |
| 68 | 1月19日     | 配役発表           | 【未公開楽屋トーク】 飯尾和樹さんが本番直前の閃きでプランを大幅変更!? 配役発表前に昼寝した丸山さんがリテイク連発でタジタジ!?                                                       | 横山、村上、丸山、安田、大倉 | 無し                                       | [ 動画 67 ] |           |
| 69 | 1月28日(日) | 脚本助手とご自由に | 【飯尾さん回アフタートーク】 大倉のあの一言を「本当に絶品」とベタ褒めのう大さん! 次回は英会話サイレントクイズ【第4弾】横山のはちゃめちゃ英語に村上も少々困惑!?                     | 大倉                         | 岩崎う大（かもめんたる）                   | [ 動画 68 ] |           |
| 70 | 2月9日      | 配役発表           | 【未公開楽屋トーク】 配役発表でみんなの本音がポロり? 俄然やる気を見せた村上さんがまさかの行動に!? 次回は酒のアテはご自由に! 三重県の食材を使った絶品のアテが続々! 酔っ払いも続々!? | 横山、村上、安田、大倉       | 無し                                       | [ 動画 69 ] |           |
| 71 | 3月9日(土)  | 配役発表           | 【未公開楽屋トーク】 甲本雅裕さんの衝撃の掌返し! とその前に配役発表がヤバすぎました…衝撃の2分間! 「ペロンチョTV」って一体何!?笑                                                    | 横山、村上、丸山、安田、大倉 | 無し                                       | [ 動画 70 ] |           |
| 72 | 3月16日(土) | 脚本助手とご自由に | 【甲本さん回アフタートーク】 伝説の月9監督が村上のお芝居を大絶賛! 番組初回からのメンバーの変化は…? 次回は英会話! ミラクル連発…ついに覚醒                                           | 村上                         | 平野眞                                     | [ 動画 71 ] |           |

## ネット局

### 最終回時点のネット局
| 放送対象地域   | 放送局                    | 系列           | 放送期間                       | 放送日時                     | ネット状況 | 備考       |
| -------------- | ------------------------- | -------------- | ------------------------------ | ---------------------------- | ---------- | ---------- |
| 関東広域圏     | フジテレビ（CX）          | フジテレビ系列 | 2022年5月10日 - 2024年3月26日  | 火曜 0:55 - 1:25（月曜深夜） | 【制作局】 | 【制作局】 |
| 北海道         | 北海道文化放送（uhb）     | フジテレビ系列 | 2022年5月10日 - 2024年3月26日  | 火曜 0:55 - 1:25（月曜深夜） | 同時ネット | [ 注 35 ]  |
| 青森県         | 青森テレビ（ATV）         | TBS系列        | 2022年5月27日 - 2024年4月6日   | 金曜 0:55 - 1:25（木曜深夜） | 遅れネット | [ 注 36 ]  |
| 秋田県         | 秋田テレビ（AKT）         | フジテレビ系列 | 2022年6月17日 - 2024年4月3日   | 水曜 0:25 - 0:55（火曜深夜） | 遅れネット | [ 注 37 ]  |
| 山形県         | さくらんぼテレビ（SAY）   | フジテレビ系列 | 2022年7月7日 - 2024年4月18日   | 木曜 0:25 - 0:55（水曜深夜） | 遅れネット | [ 注 38 ]  |
| 福島県         | 福島テレビ（FTV）         | フジテレビ系列 | 2022年5月24日 - 2024年4月9日   | 火曜 0:55 - 1:25（月曜深夜） | 遅れネット |            |
| 静岡県         | テレビ静岡（SUT）         | フジテレビ系列 | 2022年6月4日 - 2024年4月22日   | 月曜 0:30 - 1:00（日曜深夜） | 遅れネット | [ 注 39 ]  |
| 石川県         | 石川テレビ（ITC）         | フジテレビ系列 | 2022年5月19日 - 2024年4月18日  | 木曜 0:58 - 1:29（水曜深夜） | 遅れネット | [ 注 40 ]  |
| 中京広域圏     | 東海テレビ（THK）         | フジテレビ系列 | 2022年5月20日 - 2024年4月13日  | 金曜 0:58 - 1:33（木曜深夜） | 遅れネット |            |
| 近畿広域圏     | 関西テレビ（KTV）         | フジテレビ系列 | 2022年5月19日 - 2024年4月11日  | 木曜 0:25 - 0:55（水曜深夜） | 遅れネット |            |
| 岡山県・香川県 | 岡山放送（OHK）           | フジテレビ系列 | 2022年5月27日 - 2024年4月10日  | 水曜 0:25 - 1:00（火曜深夜） | 遅れネット | [ 注 41 ]  |
| 高知県         | 高知さんさんテレビ（KSS） | フジテレビ系列 | 2023年10月25日 - 2024年4月10日 | 水曜 0:55 - 1:25（火曜深夜） | 遅れネット |            |
| 長崎県         | テレビ長崎（KTN）         | フジテレビ系列 | 2023年4月6日 - 2024年4月4日    | 木曜 0:30 - 1:03（水曜深夜） | 遅れネット | [ 注 42 ]  |
| 大分県         | 大分放送（OBS）           | TBS系列        | 2022年5月28日 - 2024年4月14日  | 日曜 0:58 - 1:28（土曜深夜） | 遅れネット |            |

### 過去のネット局
| 放送対象地域   | 放送局                    | 系列           | 放送期間                      | 放送日時                     | 備考 |
| -------------- | ------------------------- | -------------- | ----------------------------- | ---------------------------- | ---- |
| 岩手県         | 岩手めんこいテレビ（mit） | フジテレビ系列 | 2022年5月24日 - 2023年4月18日 | 火曜 15:15 - 15:45           |      |
| 福井県         | 福井テレビ（FTB）         | フジテレビ系列 | 2022年5月25日 - 2023年3月     | 水曜 0:25 - 0:55（火曜深夜） |      |
| 島根県・鳥取県 | さんいん中央テレビ（TSK） | フジテレビ系列 | 2022年8月23日 - 不明          | 火曜 0:55 - 1:25（月曜深夜） |      |
| 広島県         | テレビ新広島（tss）       | フジテレビ系列 | 2022年5月25日 - 2023年4月5日  | 水曜 0:25 - 0:55（火曜深夜） |      |

## スタッフ

### 最終回のスタッフ
- ナレーション - 岩田光央[73][注 43]
- 企画プロデュース - 福山晋司[2][注 44]
- 構成 - 岐部昌幸、藤谷弥生
- TP - 中島佑馬
- SW - 宮﨑健司
- CAM - 小出豊
- VE - 土井理沙
- LD - 藤沢勝
- AUD - 江川祐
- TM - 橋本雄司
- CG - 鈴木鉄平、八十嶋典子
- 編集 - 塚本啓太
- MA - 鈴木久美子
- 音効 - 千本洋
- 美術プロデューサー - 平山雄大
- デザイナー - 邨山直也
- 大道具 - 多田文彦
- 大道具操作 - 浅海光
- アクリル装飾 - 伊藤幸枝
- 装飾 - 門間誠
- 衣装 - 林春来
- 持ち道具 - 土屋洋子
- メイク - 山﨑陽子
- 協力 - ニユーテレス、フジ・メディア・テクノロジー、フジアール、BEETECH、casinodrive、東京オフラインセンター
- 広報 - 望月亜慧梨
- TK - 平野美紀子
- AD - 清水麻未、畑有歩、壱岐大吾、西陽来
- AP - 加藤彩華
- デスク - 市川亜季
- ディレクター - 峰尾圭一[注 45]、高田裕斗
- 演出 - 木村亮、菅田朔太郎
- プロデューサー - 正垣吉朗、河合ちはる、串崎香奈[74]、渡邉大樹、宮崎直美、北野裕子
- チーフプロデューサー - 上野貴央
- 制作協力 - FlTS
- 制作 - フジテレビ編成制作局バラエティー制作センター
- 制作著作 - フジテレビ[2]

### 過去のスタッフ
- 編集 - 安齋勝広、緒方賢一郎、栗林雄太、高城明宏
- 大道具 - 大川原祐也
- 大道具操作 - 山寺宏幸
- スタイリスト - 和田ユキヨ
- 広報 - 北村桃子
- TK - 楮本眞澄
- AD - 宮脇拓平、村木美衣菜、井村祥大、中岡龍馬、橋本彩加、石川ひかり、岩瀬諒哉、前田萌子、尾崎和香、田中晃平、山元瞳、川野結、林聖
- ディレクター - 薮原涼介[74]
- 演出 - 神田ひろあき[74]
- プロデューサー - 松山岳宗、馬場哉、山下浩一、林田枝利奈、平佐智子、平井秀和、国部有紀、金澤豊、近藤有美、加藤孝宏
- 制作協力 - 山口社、ビアーズ、東通企画